# 田方骨
田方骨（学名：Goniothalamus donnaiensis）为番荔枝科哥纳香属的植物。分布在越南以及中国大陆的广西自治区, 云南省等地，生长于海拔300米至800米的地区，常生长在山坡密林中，目前尚未由人工引种栽培。